# جووانکا رادیچویچ
جووانکا رادیچویچ (انگلیسی: Jovanka Radičević؛ زادهٔ ۲۳ اکتبر ۱۹۸۶) بازیکن هندبال اهل مونته‌نگرو است.